# Hermann Noack Bildgisserei
Hermann Noack Bildgisserei är ett tyskt konstgjuteri i Berlin, som har sitt namn efter sin grundare och hans tre ättlingar och konstgjutare med samma namn.
Företaget grundades av Hermann Noack 1897 med stöd av skulptörerna August Gaul och Fritz Klimsch. Hermann Noack var född i Oberlausitz och utbildad i Lauchhammer. Han lärde sig hantverket hos Hermann Gladenbeck i Berlin, där han bland annat arbetat med Kaiser-Wilhelm-Nationaldenkmal av Reinhold Begas.
Efter ett tag flyttade han gjuteriet till Fehlerstrasse i Friedenau, då en mindre tätort utanför Berlin. Lokalerna återuppbyggdes efter andra världskriget och gjuteriet var kvar i Friedenau till 2009. Det flyttade 2010 till en större, 10 000 kvadratmeter stor byggnad i Charlottenburg.
Gjuteriet har drivits av fyra generationer i samma familj, alla med samma namn: 
- Hermann Noack I (1867–1941)
- Hermann Noack II (1895–1958)
- Hermann Noack III (född 1931)
- Hermann Noack IV (född 1966)

Företaget medverkade vid restaureringen av Johann Gottfried Schadows Quadriga i koppar på Brandenburger Tor på 1950-talet och  restaureringen av Friedrich Drakes förgyllda Viktoriastaty Siegessäule. Det har gjorts 600 exemplar av statyetten Berliner Bär av Renée Sintenis, vilken utdelats i samband Guldbjörnenpriset. Noack har också gjutit Moder med sin döda son av Käthe Kollwitz i Neue Wache och har utfört andra arbeten åt skulptörer som Henry Moore, Hans Arp, Ernst Barlach, Georg Baselitz, Joseph Beuys, Georg Kolbe och Wilhelm Lehmbruck. 

## Bildgalleri

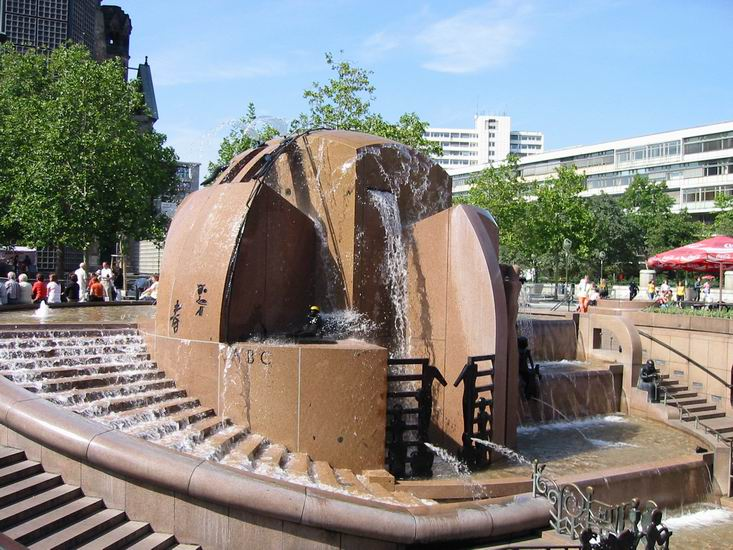
Weltkugelbrunnen, Breitscheidplatz i Berlin, 1982–1984
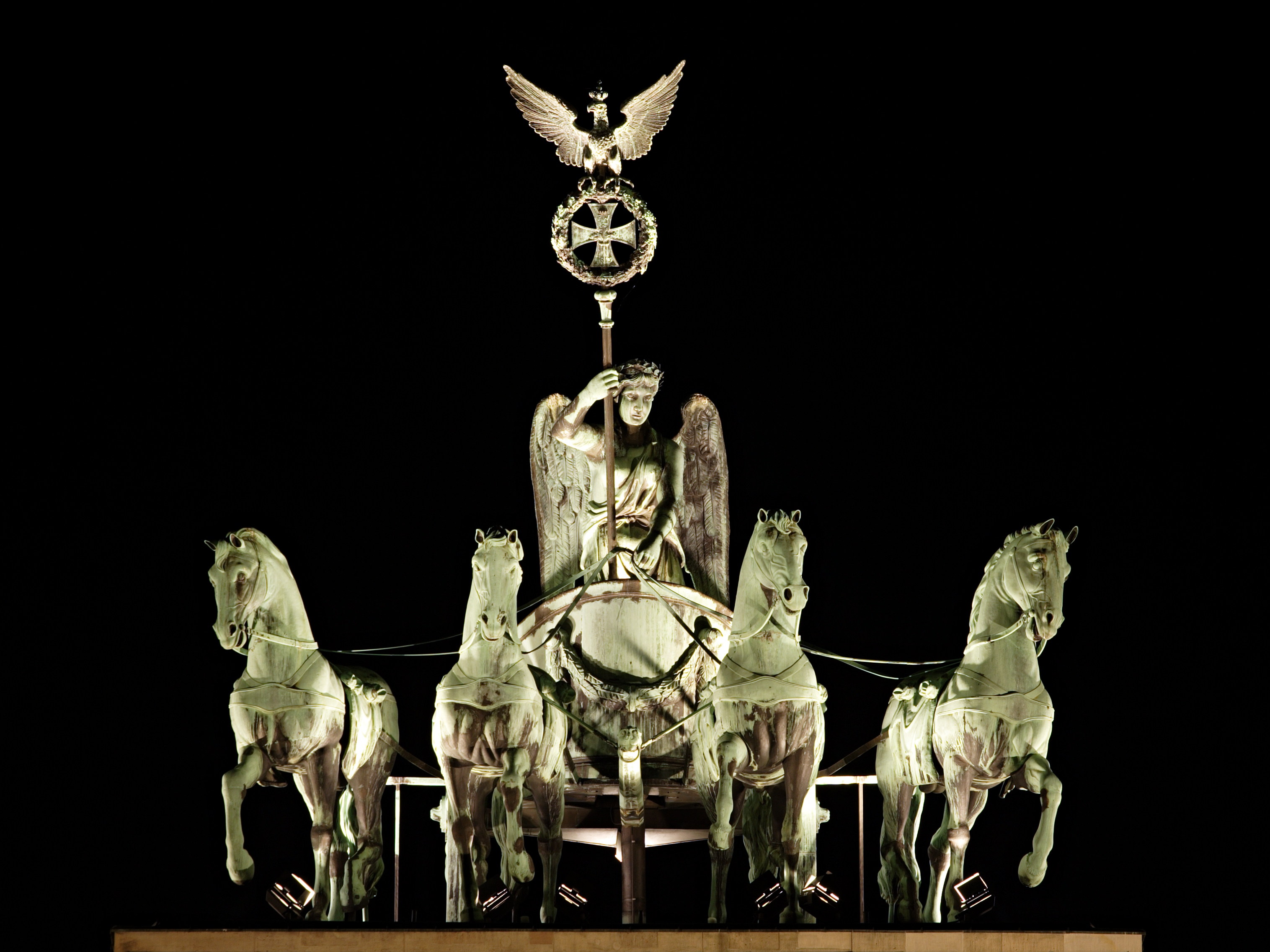
Die Quadriga på Brandenburger Tor i Berlin
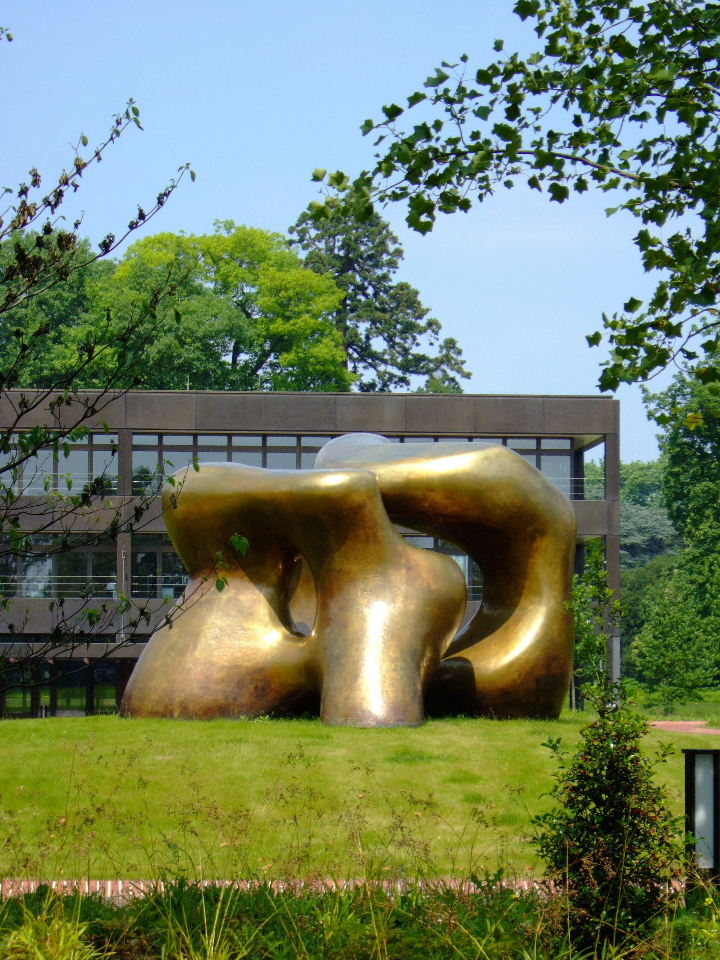
Large Two Forms av Henry Moore i Bonn